# Ibn Tumlús
Yússuf ibn Àhmad (Alzira, 1164 -Alzira, 1223), que emprà les kunyes Abu-l-Hajjaj i Abu-Ishaq (àrab: أبو الحجاج يوسف بن محمّد بن طملوس, Abū l-Ḥajjāj Yūsuf b. Muḥammad b. Ṭumlūs), però que és conegut sobretot com a Ibn Tumlús, fou un erudit valencià que s'interessà per la medicina, la filosofia, la gramàtica i la poesia. Hui en dia se'l coneix principalment pel seu treball en lògica. En fonts llatines, se'l coneix com a Alhagiag Bin Thalmus.

## Biografia
Nasqué a Alzira entre el 1150 i el 1165. Va estudiar filosofia, medicina i segurament jurisprudència amb Averrois i els seus èxits en medicina van ser tals que va succeir-lo com a metge del califa almohade, Muhàmmad an-Nàssir, del 1199 al 1213. Va morir a Alzira el 1223.
La seua obra Introducció a l'art de la lògica presenta una síntesi dels huit llibres de l'Òrganon àrab, una adaptació dels textos d'Aristòtil. L'obra es conserva a la biblioteca del monestir d'El Escorial. L'altre llibre d'Ibn Tumlús del qual s'han conservat parts és un comentari al Cànon de la medicina del famós metge persa Avicenna.